# Jakab Ilona
Jakab Ilona (asszonyneve: Mányi Albertné; Marosvásárhely, 1929. július 7. – Kolozsvár, 1990. május 8.) erdélyi magyar festőművész, Györkös Mányi Albert festőművész felesége.

## Élete, alkotásai
Mint szegény család gyermeke, kénytelen volt már fialal korától kezdve nehézségekkel küzdeni. Tehetsége és szorgalma eredményeként 1950 és 1956 között elvégezte a kolozsvári Ion Andreescu Képzőművészeti Főiskolát. Kedvenc tanára és mestere: Miklóssy Gábor. 1960-tól a Babeș–Bolyai Tudományegyetem magyar nyelv és irodalom tanszékén dolgozott. Főleg illusztrációkat és térképeket készített. Mindezek mellett szenvedélyesen tovább festett és rendszeresen részt vett egyéni és csoportos kiállításokon.
Olajfestményei többnyire tájképek (városrészletek, műemlékek, parkok), valamint csendéletek és portrék. Jakab Ilona „…szerette a nagy ecsetmozdulatokat. Felületei mindig nagyon vaskosak és zavarosak voltak, az ecsetvonásokat soha nem leplezte. A háttereket mindig összemaszatolta, ezzel a vásznat nagyon dinamikussá és mozgalmassá téve. Alanyai, figurái pedig szinte beleolvadnak környezetükbe, mintha félnének feltűnést kelteni.” (Kiss László András: Jakab Ilona színvilága)
Házastársa, Györkös Mányi Albert zenetanár, akit tehetséges és sikeres festőművészként tartanak számon az erdélyi művészettörténetben. 1985-ben férjével új műteremlakásba költözött a Majális utca 5. szám alá, amely ma Györkös Mányi Albert Emlékházként működik.

## Egyéni kiállítások
- 1957, 1958, 1964, 1965, 1974 • Képzőművészeti Galéria, Kolozsvár

## Válogatott csoportos kiállítások
- 2000 •  Miklóssy Gábor és növendékei, Vigadó Galéria, Budapest